# エキドナ (衛星)
エキドナ ((42355) Typhon I Echidna) は、太陽系外縁天体 (42355) テュフォンの衛星、または二重小惑星の伴星。主星テュフォンの直径が152km前後なのに対し、エキドナはその6割弱の大きさである。
2006年1月20日にハッブル宇宙望遠鏡による観測で発見され、同年11月9日にテューポーンの妻エキドナにちなんで命名された。